# Olympische Winterspiele 2010/Freestyle-Skiing
Bei den XXI. Olympischen Winterspielen 2010 in Vancouver fanden sechs Wettbewerbe im Freestyle-Skiing statt. Austragungsort sämtlicher Wettkämpfe war das Wintersportgebiet Cypress Mountain, das oberhalb von West Vancouver in den North Shore Mountains und etwa dreißig Autominuten vom Stadtzentrum Vancouvers entfernt liegt. Neu waren zwei Skicross-Wettbewerbe im Programm.

## Bilanz

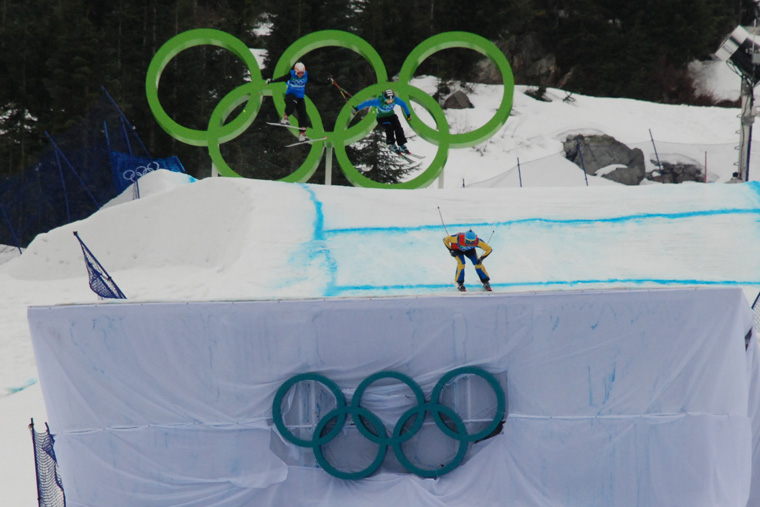
Zielsprung der Skicross-Piste

### Medaillenspiegel
| Platz | Land                | Gold | Silber | Bronze | Gesamt |
| ----- | ------------------- | ---- | ------ | ------ | ------ |
| 1     | Kanada              | 2    | 1      | –      | 3      |
| 2     | Vereinigte Staaten  | 1    | 1      | 2      | 4      |
| 3     | Australien          | 1    | 1      | –      | 2      |
| 4     | Schweiz             | 1    | –      | –      | 1      |
| 4     | Belarus             | 1    | –      | –      | 1      |
| 6     | Volksrepublik China | –    | 1      | 2      | 3      |
| 7     | Norwegen            | –    | 1      | 1      | 2      |
| 8     | Österreich          | –    | 1      | –      | 1      |
| 9     | Frankreich          | –    | –      | 1      | 1      |

### Medaillengewinner
| Konkurrenz  | Gold               | Silber          | Bronze         |
| ----------- | ------------------ | --------------- | -------------- |
| Aerials     | Aljaksej Hryschyn  | Jeret Peterson  | Liu Zhongqing  |
| Buckelpiste | Alexandre Bilodeau | Dale Begg-Smith | Bryon Wilson   |
| Skicross    | Mike Schmid        | Andreas Matt    | Audun Grønvold |

| Konkurrenz  | Gold            | Silber         | Bronze           |
| ----------- | --------------- | -------------- | ---------------- |
| Aerials     | Lydia Lassila   | Li Nina        | Guo Xinxin       |
| Buckelpiste | Hannah Kearney  | Jennifer Heil  | Shannon Bahrke   |
| Skicross    | Ashleigh McIvor | Hedda Berntsen | Marion Josserand |

## Ergebnisse Männer

### Aerials
| Platz | Land | Sportler          | Punkte |
| ----- | ---- | ----------------- | ------ |
| 1     | BLR  | Aljaksej Hryschyn | 248,41 |
| 2     | USA  | Jeret Peterson    | 247,21 |
| 3     | CHN  | Liu Zhongqing     | 242,53 |
| 4     | USA  | Ryan St. Onge     | 239,93 |
| 5     | CAN  | Kyle Nissen       | 239,31 |
| 6     | CHN  | Jia Zongyang      | 237,57 |
| 7     | CHN  | Qi Guangpu        | 234,85 |
| 8     | CAN  | Steve Omischl     | 233,86 |
| 9     | BLR  | Zimafej Sliwez    | 225,58 |
| 10    | CAN  | Warren Shouldice  | 223,30 |
|       |      |                   |        |
| 12    | CHE  | Thomas Lambert    | 210,90 |
| 14    | CHE  | Andreas Isoz      | 214,18 |
| 16    | CHE  | Christian Hächler | 207,25 |
| 18    | CHE  | Renato Ulrich     | 200,41 |

Qualifikation: 22. Februar 2010, 18:00 Uhr 
 Finale: 25. Februar 2010, 18:00 Uhr
Anlage: „Cypress Aerials“ 

Anlauflänge: 87 m; Anlaufgefälle: 25° 

Auslauflänge: 30,5 m; Auslaufgefälle: 37°
25 Teilnehmer aus 8 Ländern, davon 24 in der Wertung.

### Buckelpiste
| Platz | Land | Sportler                  | Punkte |
| ----- | ---- | ------------------------- | ------ |
| 1     | CAN  | Alexandre Bilodeau        | 26,75  |
| 2     | AUS  | Dale Begg-Smith           | 26,58  |
| 3     | USA  | Bryon Wilson              | 26,08  |
| 4     | CAN  | Vincent Marquis           | 25,88  |
| 5     | CAN  | Pierre-Alexandre Rousseau | 25,83  |
| 6     | FRA  | Guilbaut Colas            | 25,74  |
| 7     | JPN  | Shō Endō                  | 25,38  |
| 8     | SWE  | Jesper Björnlund          | 25,12  |
| 9     | JPN  | Nobuyuki Nishi            | 25,11  |
| 10    | RUS  | Alexander Smyschljajew    | 24,38  |

Datum: 14. Februar 2010, 14:30 Uhr (Qualifikation), 17:30 Uhr (Finale)
Piste: „Olympic Moguls Course“ 

Pistenlänge: 250 m; Pistenbreite: 18 m; Gefälle: 28°
30 Teilnehmer aus 10 Ländern, alle in der Wertung.

### Skicross
| Platz | Land | Sportler              |
| ----- | ---- | --------------------- |
| 1     | CHE  | Mike Schmid           |
| 2     | AUT  | Andreas Matt          |
| 3     | NOR  | Audun Grønvold        |
| 4     | CAN  | Christopher Del Bosco |
| 5     | FRA  | Enak Gavaggio         |
| 6     | CAN  | Davey Barr            |
| 7     | AUS  | Scott Kneller         |
| 8     | SLO  | Filip Flisar          |
| 9     | JAM  | Errol Kerr            |
| 10    | CAN  | Stanley Hayer         |
|       |      |                       |
| 14    | CHE  | Richard Spalinger     |
| 15    | AUT  | Markus Wittner        |
| 18    | AUT  | Thomas Zangerl        |
| 19    | GER  | Simon Stickl          |
| 20    | CHE  | Conradign Netzer      |
| 30    | AUT  | Patrick Koller        |
| 31    | GER  | Martin Fiala          |
| 32    | CHE  | Beni Hofer            |

Datum: 21. Februar 2010, 09:15 Uhr (Qualifikation), 12:15 Uhr (Finale)
Piste: „Fork“ 

Start: 1178 m; Ziel: 962 m; Länge: 1144 m; Höhenunterschied: 216 m
33 Teilnehmer aus 15 Ländern, davon 32 in der Wertung.

## Ergebnisse Frauen

### Aerials
| Platz | Land | Sportlerin      | Punkte |
| ----- | ---- | --------------- | ------ |
| 1     | AUS  | Lydia Lassila   | 214,74 |
| 2     | CHN  | Li Nina         | 207,23 |
| 3     | CHN  | Guo Xinxin      | 205,22 |
| 4     | BLR  | Assol Sliwez    | 198,69 |
| 5     | AUS  | Jacqui Cooper   | 194,29 |
| 6     | CHN  | Xu Mengtao      | 191,61 |
| 7     | CHN  | Cheng Shuang    | 187,87 |
| 8     | BLR  | Ala Zuper       | 181,84 |
| 9     | USA  | Lacy Schnoor    | 172,89 |
| 10    | USA  | Ashley Caldwell | 171,10 |
|       |      |                 |        |
| 16    | CHE  | Evelyne Leu     | 155,50 |
| 19    | CHE  | Tanja Schärer   | 125,73 |

Qualifikation: 20. Februar 2010, 10:00 Uhr 
 Finale: 24. Februar 2010, 19:30 Uhr
Anlage: „Cypress Aerials“ 

Anlauflänge: 87 m; Anlaufgefälle: 25° 

Auslauflänge: 30,5 m; Auslaufgefälle: 37°
23 Teilnehmerinnen aus 10 Ländern, alle in der Wertung.

### Buckelpiste
| Platz | Land | Sportlerin            | Punkte |
| ----- | ---- | --------------------- | ------ |
| 1     | USA  | Hannah Kearney        | 26,63  |
| 2     | CAN  | Jennifer Heil         | 25,69  |
| 3     | USA  | Shannon Bahrke        | 25,43  |
| 4     | JPN  | Aiko Uemura           | 24,68  |
| 5     | CAN  | Chloé Dufour-Lapointe | 23,87  |
| 6     | AUT  | Margarita Marbler     | 23,69  |
| 7     | RUS  | Jekaterina Stoljarowa | 23,55  |
| 8     | JPN  | Arisa Murata          | 23,22  |
| 9     | RUS  | Regina Rachimowa      | 22,70  |
| 10    | ITA  | Deborah Scanzio       | 22,19  |

Datum: 13. Februar 2010, 16:30 Uhr (Qualifikation), 19:30 Uhr (Finale)
Piste: „Olympic Moguls Course“ 

Pistenlänge: 250 m; Pistenbreite: 18 m; Gefälle: 28°
27 Teilnehmerinnen aus 12 Ländern, alle in der Wertung.
Zu den Favoritinnen des ersten Freestyle-Wettkampfs der Olympischen Winterspiele 2010 zählten neben den US-Amerikanerinnen die Kanadierinnen, die unter anderem Jennifer Heil, die amtierende Olympiasiegerin von 2006, aufboten. Auf ihr als Top-Favoritin lastete ein großer Erwartungsdruck durch die kanadischen Medien. Diese hoben insbesondere die Tatsache hervor, dass bisher kein Kanadier bei Olympischen Spielen im eigenen Land (1976 in Montreal sowie 1988 in Calgary) eine olympische Goldmedaille gewonnen hatte. Heils Trainer sagte über seine Sportlerin: „Sie ist den gesamten Januar hindurch phänomenal gefahren und ich denke, sie hat sehr, sehr gute Chancen.“ Die Athletin selbst erklärte, sie würde alles tun, um mit dem Druck fertigzuwerden; ohne diesen wäre Olympia aber nicht Olympia.

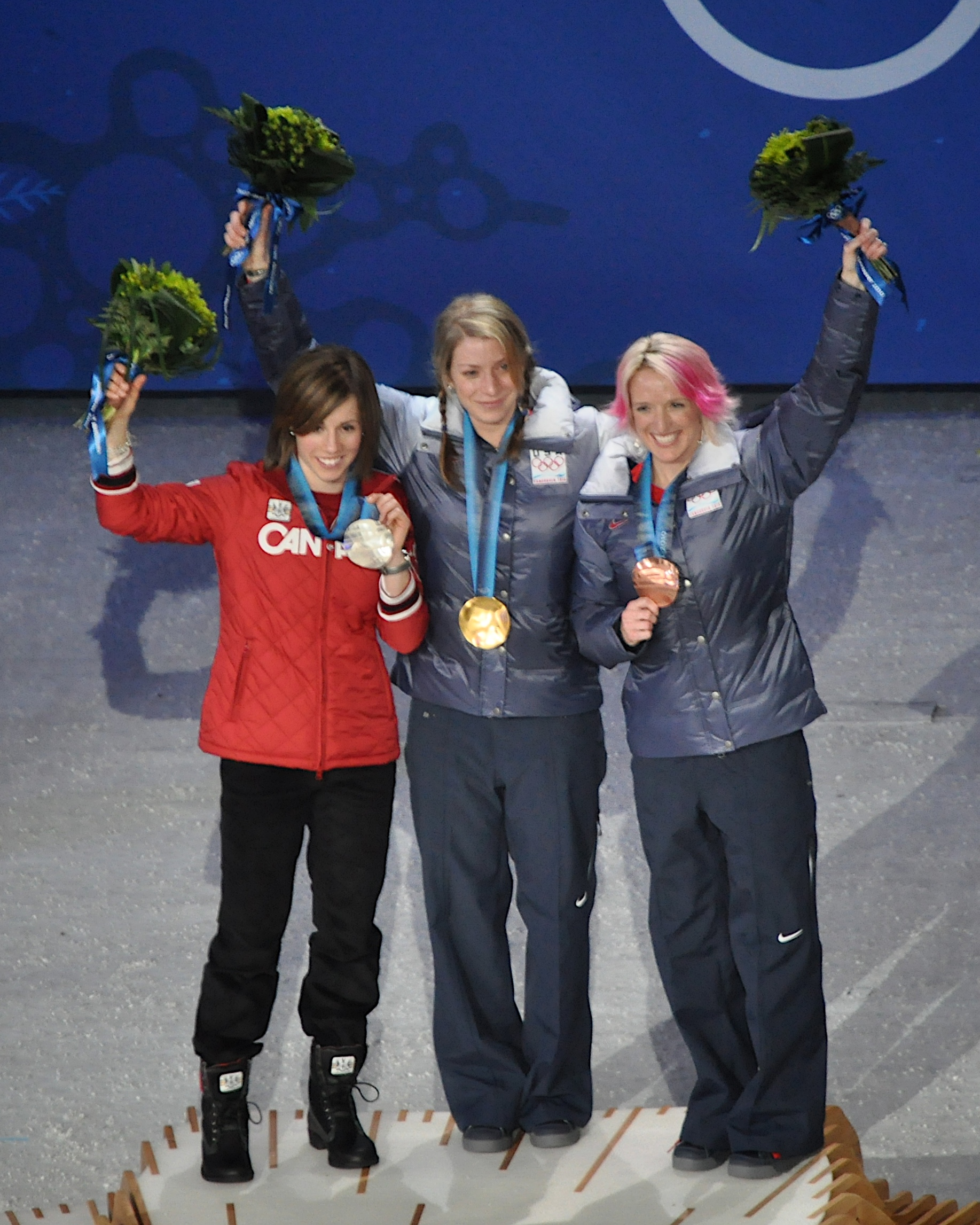
Die Medaillengewinnerinnen Heil, Kearney, Bahrke (v.l.)

In der Qualifikation bestätigten besonders die Nordamerikanerinnen ihre Favoritenrolle. Auf der vom Dauerregen durchweichten Piste gewann die US-Amerikanerin Hannah Kearney aufgrund der schnelleren Zeit und der von der Jury als besser bewerteten Haltung beim Skifahren vor ihrer kanadischen Konkurrentin Heil. Außer diesen beiden Faktoren spielten auch noch die zwei während des Laufes absolvierten Sprünge eine Rolle; dort konnte Heil eine höhere Punktzahl verbuchen. Kearney, die letztes Mal in der Qualifikation gescheitert war, zeigte sich nicht vollends zufrieden mit ihrer Leistung: „Ich habe gefühlt, dass ich sehr schnell war, aber beim Helikoptersprung machte ich einen kleinen Fehler, als ich mein Knie beugte.“ Sowohl Kearney als auch Heil hatten keine Probleme mit den äußeren Verhältnissen. Heil meinte, sie habe sich daran gewöhnt. Kearney sah sogar den Vorteil, dass durch die gefrierende Feuchtigkeit die Strecke schneller werde. Dahinter waren drei weitere US-Amerikanerinnen und zwei Kanadierinnen in den Top Ten platziert. Die beste nichtamerikanische Athletin war die Japanerin Aiko Uemura als Fünfte. Margarita Marbler, einzige Österreicherin im Feld, schaffte als Achte den Sprung ins Finale.
Das Finale wurde vor 12.000 Zuschauern von drei direkt aufeinander folgenden Russinnen eröffnet. Diese spielten bei der Medaillenvergabe ebenso wenig eine Rolle wie die anderen Athletinnen, die in der ersten Hälfte des Finals starteten. Erste ernstzunehmende Läuferin war die Kanadierin Chloé Dufour-Lapointe. Sie bekam besonders bei den Sprüngen gute Haltungsnoten und belegte schließlich Rang fünf. Nach ihr startete Marbler, die sich im Vorfeld Medaillenchancen ausgerechnet hatte. Nachdem sie jedoch wie schon in der Qualifikation lediglich Sicherheitssprünge und beim ersten Sprung Schwächen gezeigt hatte, klassierte sie sich letztlich als Sechste. Sie äußerte sich enttäuscht: „Das ist ein Bewerb, bei dem nur die ersten Drei zählen. Mein Traum ist nicht in Erfüllung gegangen.“ Bevor die endgültigen Sieganwärterinnen auf die Piste gingen, übernahm Shannon Bahrke die Führung. Sie gewann am Ende die Bronzemedaille, nachdem sie in Turin 2006 Zweite geworden war. Als drittbeste Läuferin aus der Qualifikation startete Heather McPhie und legte bis kurz nach ihrem zweiten Sprung einen guten Lauf hin, stürzte dann aber und fiel auf den 18. Platz zurück.
Von den beiden Favoritinnen musste Jennifer Heil als Qualifikationszweite als erste ihren Lauf absolvieren. Sie zeigte die bis dahin beste Leistung und übernahm mit 0,26 Punkten Vorsprung die Führung von Bahrke. Als ihre zwischenzeitliche Spitzenposition angezeigt wurde, brach im Publikum Jubel aus. Später betonte sie, es wäre so gewesen, als wäre sie „auf den Schultern aller Kanadier gestanden“; bei der Siegerehrung bedankte sie sich bei ihren Anhängern. Für den Sieg reichte es dennoch nicht, denn Kearney erhielt als letzte Starterin in allen drei Wertungsbereichen die höchste Punktzahl. Ihr Sieg fiel deutlich aus, mit fast einem ganzen Punkt Vorsprung. Nach Donna Weinbrecht 1992 war Kearney die zweite US-amerikanische Olympiasiegerin in dieser Disziplin.

### Skicross
| Platz | Land | Sportlerin          |
| ----- | ---- | ------------------- |
| 1     | CAN  | Ashleigh McIvor     |
| 2     | NOR  | Hedda Berntsen      |
| 3     | FRA  | Marion Josserand    |
| 4     | AUT  | Karin Huttary       |
| 5     | CAN  | Kelsey Serwa        |
| 6     | SWE  | Anna Holmlund       |
| 7     | CHE  | Fanny Smith         |
| 8     | NOR  | Julie Jensen        |
| 9     | FRA  | Ophélie David       |
| 10    | SWE  | Magdalena Iljans    |
|       |      |                     |
| 17    | GER  | Anna Wörner         |
| 18    | CHE  | Katrin Müller       |
| 20    | GER  | Heidi Zacher        |
| 23    | AUT  | Katrin Ofner        |
| 24    | AUT  | Andrea Limbacher    |
| 25    | GER  | Julia Manhard       |
| 26    | AUT  | Katharina Gutensohn |
| 29    | CHE  | Franziska Steffen   |
| 35    | CHE  | Sanna Lüdi          |

Datum: 23. Februar 2010, 10:30 Uhr (Qualifikation), 13:00 Uhr (Finale)
Piste: „Fork“ 

Start: 1178 m; Ziel: 962 m; Länge: 1144 m; Höhenunterschied: 216 m
35 Teilnehmerinnen aus 17 Ländern, alle in der Wertung.